# وزارة الداخلية (تايلاند)
وزارة الداخلية في مملكة تايلاند (بالتايلندية: กระทรวงมหาดไทย)‏ هي وزارة في حكومة تايلاند. الوزارة لديها مسؤوليات واسعة النطاق، وهي مسؤولة عن الإدارة المحلية، والأمن الداخلي، والمواطنة، وإدارة الكوارث، والسلامة على الطرق، وإدارة الأراضي، وإصدار بطاقات الهوية الوطنية، والأشغال العامة. الوزارة مسؤولة كذلك عن تعيين 76 حاكماً لمقاطعات تايلاند. يقود الوزارة وزير الداخلية الذي يعين من قبل ملك تايلاند بناء على توصية من رئيس الوزراء.

## وصلات خارجية
- وزارة الداخلية